# Штурм, Ханс
Ха́нс Шту́рм (нем. Hans Sturm; 3 сентября 1935, Шёнау, Нижнесилезское воеводство — 24 июня 2007, Кёльн, Северный Рейн-Вестфалия) — западногерманский футболист, участник чемпионатов мира (1958, 1962).

## Биография

### Клубная карьера
Штурм большую часть своей футбольной карьеры играл за «Кёльн», в составе которого отыграл в течение 12 сезонов. Штурм играл за «Кёльн» в Оберлиге, а затем в образованной в 1963 году Бундеслиге, сыграв за эту команду 346 матчей, в которых забил 83 гола. В составе «Кёльна» Штурм дважды в 1962 и 1964 годах выигрывал чемпионат Германии.
В 1967 году Штурм перешёл в кёльнскую «Викторию», в которой играл в течение четырёх сезонов, а в 1971 году завершил в этом клубе карьеру.

### Карьера в сборной
В составе сборной ФРГ принимал участие на чемпионате мира 1958 года, где сыграл в матче за бронзу со сборной Франции, который немцы проиграли со счётом 6:3.
Спустя четыре года, на чемпионате мира 1962 года сыграл в матче со сборной Италии, который завершился со счётом 0:0.

### Смерть
Скончался 20 июня 2007 года в Кёльне в возрасте 72 лет.

## Достижения
«Кёльн»
- Чемпион Германии (2): 1961/62, 1963/64